# Det genmodificerede Paradis
Det genmodificerede Paradis er en skulpturgruppe af Bjørn Nørgaard, fremstillet for den danske pavillon på Expo 2000 i Hannover.
Gruppen består af figurerne Madonna, Den tredelte Kapital, Adam, Eva, Jesus, Maria Magdalena, Den gravide Mand og Den genmodificerede Havfrue.
Gruppen er opstillet, på en til formålet indrettet plads, på Langelinie Allé, for enden af Dahlerups Pakhus. Den genmodificerede Havfrue er dog anbragt på en sten ude i Søndre Frihavns østre bassin – lige nedenfor resten af skulpturen. Værket blev afsløret på dets nye plads af Prins Henrik 15. september 2006.